# Fortins do Porto (Vila do Porto)
Os chamados Fortins do Porto localizavam-se no porto da Vila, na freguesia da Vila do Porto, concelho de mesmo nome, a sudeste na ilha de Santa Maria, nos Açores.
Localizados ao nível do mar, tinham a função de defesa deste ancoradouro contra os ataques de piratas e corsários, outrora frequentes nesta região do oceano Atlântico. Cooperavam com o Forte de São Brás de Vila do Porto.

## História
No contexto da Guerra da Sucessão Espanhola (1702-1714) encontra-se referida uma estrutura como "O Forte sobre o Porto." na relação "Fortificações nos Açores existentes em 1710".
Poucos anos mais tarde, o padre António Cordeiro, descreve-o como um dos dois fortes da vila:
"A defeza desta Villa, & de toda a Ilha, era de antes pouca, sendo que tem huma legoa de pòstos [portos] por onde podia ser entrada, & o foy então tres vezes, de Mouros, Inglezes, & Franceses; mas depois se lhe fizerão no Castello da praya dous Fortes com quatorze peças, & adiante hum Forte com algumas; na Villa dous Fortes com sua artelharia; o que tudo não só manda o Governador, & Capitão Donatario, [...] mas immediatamente hum Capitão de artelharia com trinta Artilheiros, além do Capitão mor, officiaes, & gente da ordenança; que quando pelas mais partes da Ilha, he por natureza inconquistavel, havendo alguem que das rochas só com pedras a defenda."
FIGUEIREDO, em 1815 refere: "Sahindo do Porto da Villa para o Oeste a primeira cousa que se encontra são duas ribeiras uma chamada do Sancho e outra dos Poços (correm só d'inverno) e vazão em um só logar no porto geral da Villa, chamado do Peixe, com um rasteiro e pequeno castello." E complementa:
"(...) Mais ao Oeste fica o desagoadouro da ribeira geral no Calhao da Roupa onde tem o porto com duas baixas uma Grande e outra Raza. A terra d'estas baixas estão dois castellos que defendem a Villa chamado um de S. Bras e outro d'Areia."
E finaliza: "Abaixo d'este castello [de São Brás] há dois fortins chamados da Areia, no Porto da Villa e rasteiros com o mesmo porto."
Nenhuma destas estruturas no porto chegou até aos nossos dias.